# Only Time · The Collection (Sampler)
Only Time · The Collection es la tercera colección oficial de los mejores éxitos de la cantante, compositora e intérprete irlandesa Enya. Este lanzamiento fue precedido por la publicación de un álbum promocional el cual contiene un «resumen» de lo incluido en los cuatro discos presentes en la recopilación.

## Lista de temas
| Nº  | Tema                         | Duración |
| --- | ---------------------------- | -------- |
| 1.  | "Watermark"                  | 2:25     |
| 2.  | "The Celts"                  |          |
| 3.  | "Orinoco Flow"               | 4:26     |
| 4.  | "Book of Days"               | 2:55     |
| 5.  | "Shepherd Moons"             | 3:40     |
| 6.  | "Caribbean Blue"             | 3:58     |
| 7.  | "Isobella"                   | 4:30     |
| 8.  | "Only Time"                  | 3:40     |
| 9.  | "May It Be"                  | 3:31     |
| 10. | "Oíche Chiún (Silent Night)" | 3:46     |